# Шакълтън (кратер)
Кратерът Шакълтън е кръстен на изследователят на Антарктида Ърнест Шакълтън. Кратерът лежи на южния полюс на Луната, единственият естествен спътник на Земята. Върховете по ръбът на кратера са изложени почти на непрестанно слънчево лъчение докато вътрешността му е покрита в сянка. Ниските температури във вътрешността му могат да действат като „капан“, който може да замръзи летливи вещества донесени от ударите на кометите с повърхността на Луната.
Измерванията направени от космическия апарат Лунар проспектър показват високи количества на водород в кратера, което може да се счита за показател за наличието на лед.